# منتخب كندا لكرة اليد للرجال
منتخب كندا لكرة اليد للرجال هو ممثل كندا الرسمي في المنافسات الدولية في كرة اليد
.